# Верховье (Московская область)
Верховье — деревня в Наро-Фоминском районе Московской области, входит в состав сельского поселения Волчёнковское. Численность постоянного населения по Всероссийской переписи 2010 года — 20 человек, в деревне числится 1 садовое товарищество. До 2006 года Верховье входило в состав Афанасьевского сельского округа.
Деревня расположена в юго-западной части района, на безымянном правом притоке реки Исьма (приток Протвы), примерно в 12 км к юго-востоку от города Верея, высота центра над уровнем моря 186 м. Ближайшие населённые пункты — Ахматово в 1,5 км юго-запад и Спасс-Косицы в 2 км на северо-восток.